# Щитовник родственный
Щитовник родственный (лат. Dryopteris affinis) — вид папоротников рода Щитовник. Используется в качестве декоративного садового растения.

## Естественные разновидности
- Dryopteris affinis ssp. borreri
- Dryopteris affinis ssp. cambrensis

## Распространение
Турция, Европа.
Леса, открытые участки между скал.

## Ботаническое описание
Высота растений около 1 метра.
Вайи тёмно-зелёные, матово-блестящие, дважды рассечённые.
Сорусы круглые.
Dryopteris affinis свойственна апогамия.

## В культуре
Перспективное садовое растение. Зоны морозостойкости: от 4 до более тёплых.

## Сорта

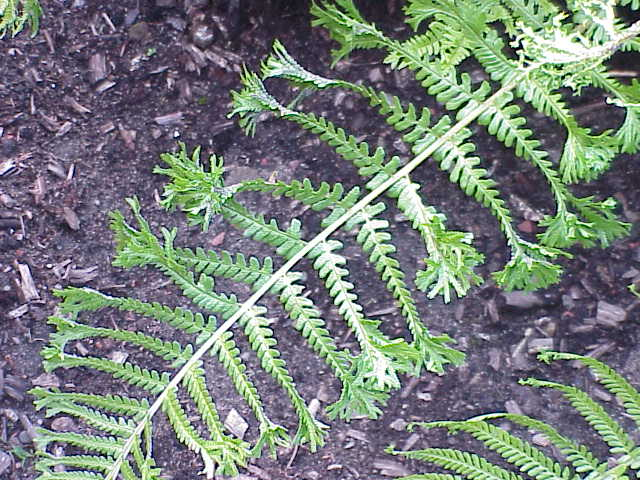
Dryopteris affinis 'Crispa'

- 'Angustata Crispa'[4].
- 'Cristata' (syn. 'Cristata The King'). Высота 90—120 см[5]. Вайи дуговидно изогнутые, концы вай дополнительно ветвятся.
- 'Cristata Angustata'[6]. Вайи узкие 7-8 см шириной, концы вай дополнительно ветвятся.
- 'Crispa'. Концы вай дополнительно ветвятся.
- 'Crispa Gracilis'[7] (syn. 'Congesta'). Миниатюрный сорт. Высота около 22 см, ширина около 40 см[8]. Награды: Award of Garden Merit (1997), Royal Horticultural Society.
- 'Pinderi' 1855, Rev. Pinder. Вайи узкие, направлены вверх, образуют воронковидную розетку относительно правильной формы.
- 'Polydactyla Dadds'[9]. Концы вай дополнительно ветвятся.